# Warwick Waugh
Pour les articles homonymes, voir Waugh.
Pas d'image ? Cliquez ici

a Compétitions nationales et continentales officielles uniquement.

b Matchs officiels uniquement.
Dernière mise à jour le 9 novembre 2021.
 Warwick William Waugh, né le 17 septembre 1968 à Canberra, est un ancien joueur de rugby à XV qui a joué avec l'équipe d'Australie. Il a disputé la  Coupe du monde 1995 avec l'Australie. Il évoluait au poste de deuxième ligne (2,03 m pour 122 kg).  

## Carrière

### En équipe nationale
Il a eu sa première sélection avec l'équipe d'Australie le 31 juillet 1993 contre les Springboks. Son dernier test match fut contre l'équipe d'Argentine  le 8 novembre 1997.
Il a disputé trois matchs de la coupe du monde de 1995, un comme titulaire.

## Palmarès
- Nombre de test matchs avec l'Australie : 8